# Kandava
Kandava (niem. Kandau) – miasto na Łotwie, leżące w historycznej krainie Kurlandia w novadsie Tukums, w latach 2009–2021 stolica novadsu Kandava. Około 3816 mieszkańców (2004).

## Współpraca
Miejscowość partnerska:
- Bièvre, Belgia